# 悪魔の鎮魂歌 (アルバム)
『悪魔の鎮魂歌（レクイエム)』 (Diabolus in Musica) は、アメリカのスラッシュメタルバンド・スレイヤーの7作目のスタジオアルバムで、アメリカン・レコーディングスより1998年にリリースされた。

## 概要
原題の「Diabolus in Musica」とはラテン語の音楽用語で「音楽の中の悪魔」と呼ばれる不協和音から取られている(この音程を聞くと性欲が掻き立てられ悪魔を呼び出せるという伝説もあり、中世ヨーロッパの音楽では使用が禁止された)。楽曲が実験的要素が多分に含まれており、スレイヤーとして初めてC#までチューニングを落としたり、ボーカルにエフェクト音をかけたり、当時メタルシーンを席巻していたニュー・メタルをかなり意識した曲作りなどがされている。
アルバム製作に当たってほとんどの曲がギターのジェフ・ハンネマンが作曲しており、ハンネマンは「メンバーで曲を書き始めた時に、何かぶっ飛ばしたいもの作りたかったがうまく思いつかず、印象に残るものもなく、攻撃的でヘヴィなものを自分にインスパイヤしてくれるものがなかったので、自分で全部書かなければならなかった」と話している。

## アルバム収録時のメンバー
スレイヤー
- トム・アラヤ: ボーカル・ベース
- ジェフ・ハンネマン：ギター
- ケリー・キング：ギター
- ポール・ボスタフ：ドラム

プロデューサー・エンジニア
- リック・ルービン – producer
- Howie Weinberg – mastering
- Greg Gordon – engineer
- Brian Davis – assistant engineer
- John Tyree – assistant engineer
- Sebastian Haimerl – assistant engineer
- Allen Sanderson – assistant engineer
- Exum – photography
- Frank – art direction
- Wade Goeke – assistant engineer

## 収録曲
1. ビター・ピース - "Bitter Peace" - 4:32
  - 作詞・作曲：ジェフ・ハンネマン
2. デス・ヘッド - "Death's Head" - 3:29
  - 作詞・作曲：ジェフ・ハンネマン
3. ステイン・オブ・マインド - "Stain of Mind" - 3:25
  - 作詞：ケリー・キング／作曲：ジェフ・ハンネマン
4. オーヴァート・エネミー - "Overt Enemy" - 4:41
  - 作詞・作曲：ジェフ・ハンネマン
5. パーヴァージョンズ・オブ・ペイン - "Perversions of Pain" - 3:30
  - 作詞：ケリー・キング／作曲：ジェフ・ハンネマン
6. ラヴ・トゥ・ヘイト - "Love to Hate" - 3:05
  - 作詞：ジェフ・ハンネマン、ケリー・キング／作曲：ジェフ・ハンネマン
7. デザイア - "Desire" - 4:18
  - 作詞：トム・アラヤ／作曲：ジェフ・ハンネマン
8. アンガーデッド・インスティンクト - "Unguarded Instinct" - 3:42
  - 作詞：ケリー・キング／作曲：ジェフ・ハンネマン
9. イン・ザ・ネーム・オブ・ゴッド - "In the Name of God" - 3:38
  - 作詞・作曲：ケリー・キング
10. スクラム - "Scrum" - 2:18
  - 作詞：ケリー・キング／作曲：ジェフ・ハンネマン
11. スクリーミング・フロム・ザ・スカイ - "Screaming from the Sky" - 3:12
  - 作詞：ジェフ・ハンネマン、ケリー・キング、トム・アラヤ／作曲：ジェフ・ハンネマン
12. ウィッキッド - "Wicked" - 6:00
  - 作詞：トム・アラヤ、ポール・ボスタフ／作曲：ジェフ・ハンネマン、ケリー・キング
13. ポイント - "Point" - 4:13
  - 作詞：ケリー・キング／作曲：ジェフ・ハンネマン

- 上記は日本盤の収録内容、通常盤では一部曲順などが異なる。

## その他
- 発売最初の週で約46,000枚の販売があり、Billboard 200の最高位は31位だった。
- 上記のとおりスレイヤーとしてダウンチューニングを導入したり、「Stain Of Mind」等の楽曲でグルーヴ路線の楽曲を収録するなど実験的な意味合いも強いアルバムだったため、ファンや評論家から賛否両論があるアルバムとなっている。
- 1996年にドラムのポール・ボスタフが「自分のソロプロジェクトに専念したい」という理由から脱退したが、そのプロジェクトが程無く頓挫してしまった為(そのプロジェクト自体はスレイヤーとは違うプログレッシブロック的なもので、本人曰く「自分が本当にやってみたいと思えるものではなかった」との事)、すぐにスレイヤーに戻ってきてこのアルバムを制作した。ちなみにボスタフにとってスレイヤー時代で最も気に入っているアルバムはこのアルバムとの事。
- アルバム発売後に「Diabolus in Musica tour」をセパルトゥラ, システム・オブ・ア・ダウン, フィア・ファクトリー, メシュガー, Kilgore, Clutch, Sick of It Allなどと共に1998年から1999年に行った。
- 敬虔なクリスチャンであるトム・アラヤがアルバム製作中に収録曲の「In the Name of God」の歌詞の内容が過激すぎるとジェフ・ハンネマンに相談した事があった。作詞をしたケリー・キングが後にその話を聞き「俺たちはスレイヤーだぞ！すでに最初のアルバムで"アンチクライスト"と歌ってるじゃないか！トムが同意しようとしまいと俺が書いた！これもスレイヤーの一部だ！」などとインタビューで答えた事がある。
- 日本国内でリリースされた初回限定版のCDケースは赤の透明なプラケースを用いた「血の色ケース」となっていた。メンバーであるトム・アラヤは「この日本版のケースは気に入っている。素晴らしいね」と「BURRN!」誌のインタビューで語っていた。